# Mariannaea camptospora
Mariannaea camptospora är en svampart som beskrevs av Samson 1974. Mariannaea camptospora ingår i släktet Mariannaea och familjen Nectriaceae.   Inga underarter finns listade i Catalogue of Life.